# I Love You Phillip Morris
I Love You Phillip Morris (Una pareja dispareja en Latinoamérica y Phillip Morris, ¡te quiero! en España) es una película de comedia dramática de 2009 dirigida por Glenn Ficarra y John Requa y protagonizada por Jim Carrey y Ewan McGregor. Está basada en la vida real del estafador e impostor Steven Jay Russell, interpretado por Carrey. Mientras cumplía una condena en la cárcel Russell se enamora de su compañero de celda, Phillip Morris, interpretado por McGregor. Cuando este es liberado, Russell escapa de la prisión en numerosas ocasiones para poder reunirse con Morris.

## Sinopsis
Steven Jay Russell (Jim Carrey) está en su lecho de muerte, recordando los acontecimientos de su vida. Pasó sus primeros años de adulto en Virginia Beach, como un oficial de policía. Él toca el órgano en la iglesia, tiene relaciones sexuales sin entusiasmo con su esposa, Debbie (Leslie Mann), y pasa sus horas libres en busca de su madre biológica, quien le dio en adopción. Steven localiza a su madre biológica, pero ella lo rechaza sin explicación alguna.
Después de un accidente de coche, Steven deja a su familia y la vida anterior atrás (aunque se mantiene en contacto con su esposa y su hija pequeña), y explora el mundo como su verdadero yo, un hombre gay. Se traslada a Miami y encuentra pareja (Rodrigo Santoro), y vive un estilo de vida lujoso. Para mantenerse a sí mismo y a su novio en el estilo al que se han acostumbrado, Steven se convierte en un estafador. Steven es capturado y enviado a prisión, donde se enamora del recluso Phillip Morris (Ewan McGregor).
Steven no puede soportar estar separado de Phillip. Después de ser puesto en libertad, ayuda a que Phillip sea liberado de la prisión haciéndose pasar por un abogado, y luego alcanza la riqueza por la obtención fraudulenta de un puesto de director financiero de una gran empresa.
Steven finalmente queda atrapado en la malversación de la compañía, y vuelve a la cárcel. Phillip también es enviado a la cárcel como cómplice, y enfadado le dice a Steven que no quiere volver a verlo. Meses más tarde, Phillip se entera por otro preso de que Steven se está muriendo de SIDA. Afligido, Phillip llama a Steven mientras que él está en la enfermería y le confiesa que mientras él todavía está enojado con Steven por mentir a él, aún lo ama.
A Phillip se le dice que Steven ha muerto.
Algún tiempo después, Phillip se reúne con su abogado y encuentra a Steven esperando por él. Steven describe cómo fingió tener SIDA y morir para ver a Phillip de nuevo, y promete que nunca le va a mentir de nuevo. Steven trata de sacar a Phillip de la cárcel, sólo para ser capturado cuando se encuentra con un antiguo compañero de trabajo.
El final de la película explica que en la vida real Phillip Morris fue liberado de la cárcel en 2006, pero Steven aún se encuentra preso, en el bloqueo de 23 horas, sólo tiene una hora libre al día para ducharse y hacer ejercicio.
La última escena muestra a Steven riendo con alegría mientras corre a través del patio de la prisión en otro intento de escapar para estar con Phillip, mientras que la cámara sube despacio hacía el cielo donde se ve una nube con forma de pene, que al instante se desvanece.

## Reparto
- Jim Carrey como Steven Jay Russell.
- Ewan McGregor como Phillip Morris.
- Leslie Mann como Debbie.
- Rodrigo Santoro como Jimmy.
- Brennan Brown como Larry Birkheim.
- Michael Showers as Gary.
- Marc Macaulay como Houston Cop.
- Annie Golden como Eudora Mixon.
- Michael Mande como Cleavon.

## Producción
Tras encontrar serias dificultades para encontrar un distribuidor en Estados Unidos, debido a su contenido homosexual, se decidió reeditar la película. La película es una adaptación de la novela de Steve McVicker I Love You Phillip Morris: A True Story of Life, Love, and Prison Breaks.